# Rouvray, Eure
Rouvray är en kommun i departementet Eure i regionen Normandie i norra Frankrike. Kommunen ligger i kantonen Vernon-Sud som tillhör arrondissementet Évreux. År 2022 hade Rouvray 257 invånare.

## Befolkningsutveckling
Antalet invånare i kommunen Rouvray
Referens:INSEE